# Else C. Kraus
Else C. Kraus (* 14. September 1899 in Darmstadt; † 2. August 1978 in Ascona, Schweiz) war eine deutsche Pianistin. 

## Leben
Else C. Kraus begann ihre Klavierausbildung in Darmstadt und in Lausanne. 1910/11 hielt sie sich in Wien bei Arnold Schönberg auf und nochmals 1918. Sie studierte Klavier bei Artur Schnabel in Berlin. 1927 spielte sie die Uraufführung von Stefan Wolpes Erster Klaviersonate. Ab 1928 war sie Lehrerin an der Staatlichen Akademie für Kirchen- und Schulmusik in Berlin. Sie brachte am 30. Januar 1931 in Hamburg Schönbergs „Klavierstück op.33a“ zur Uraufführung. Für das Jahrbuch der Akademie 1930/31 schrieb sie eine Abhandlung über Schönbergs Klaviermusik. Am 2. Juni 1931 begleitete sie in einem Konzert von Schönberg-Kompositionsschülern die Sängerin Alice Schuster bei der Uraufführung von Natalja Prawossudowitsch’ 3 Liedern und interpretierte Norbert von Hannenheims Konzert für Klavier und 7 Holzbläser, bereits 1929 hatte sie von Hannenheim dessen 6. Suite für Klavier uraufgeführt.
Nach der Machtübergabe an die Nationalsozialisten 1933 wurde ihr Antrag auf eine Professur an der Akademie abgelehnt, im Folgejahr wurde ihre Dozentur zum 30. September gekündigt und es wurde ihr ein Auftrittsverbot erteilt. Der Dirigent Wilhelm Furtwängler setzte sich für sie ein, so dass sie schon am 18. Oktober 1934 unter der Leitung von Leo Borchard mit den Berliner Philharmonikern Mozarts d-moll-Konzert geben konnte. Mit den Philharmonikern trat sie noch bei weiteren 6 Programmen auf. Kraus stand 1944 in der Gottbegnadeten-Liste des Reichsministeriums für Volksaufklärung und Propaganda.
Kraus war am 12. Mai 1946 in Darmstadt an der Uraufführung des Symphonischen Konzerts von Hermann Heiß beteiligt. Ihre Einspielung des Klavierwerks Schönbergs erschien 1952 in London bei Esquire. Sie produzierte 1960 eine neue Einspielung in ihrem Domizil in Haus Wylerberg, die bei Bärenreiter Musicaphon mit einer Einführung von Theodor W. Adorno erschien. 
Kraus hatte in Berlin die Sängerin Alice Schuster kennengelernt und wohnte seit 1949 mit ihr in deren Familienbesitz Haus Wylerberg bei Nijmegen, das seit Kriegsende infolge einer Grenzkorrektur in den Niederlanden stand. Sie richteten in dem Haus ein Kulturzentrum mit einem internationalen Programm ein. 1966 verkauften Alice und Else das Haus an den niederländischen Staat und übersiedelten nach Ascona. Sie sind auf dem Klever Friedhof im Grab der Familie Hiby-Werth beerdigt. Die Moderatorin und Schauspielerin Sonya Kraus ist ihre Urgroßnichte.

## Werke (Auswahl)

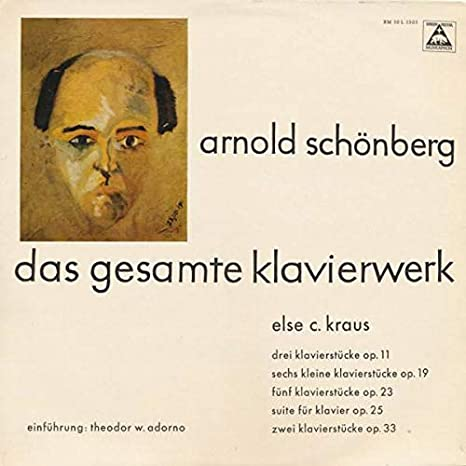
Klavierwerk Arnold Schönberg

- Arnold Schönberg. Complete piano works. London: Esquire LP TW 14-001 1952??
- Arnold Schoenberg. Das gesamte Klavierwerk. Kassel: Bärenreiter Musicaphon, 1959
- Schönbergs Klavierwerk steht lebendig vor mir, in: Melos, 1974